# Makhai
Nella mitologia greca, le Makhai erano gli Spiriti della battaglia, figlie di Eris. Tra di loro si possono probabilmente annoverare Homados (Il rumore della battaglia), Alalà (Il grido di guerra), Proioxis (L'avanzata impetuosa), Palioxis (La ritirata confusa) e Cidoimo (La confusione).
Generalmente accompagnavano entità violente e malvagie come il dio della guerra Ares, le Chere, Polemos, Enio, oltre alla loro madre Eris.